# Geisterfahrer (Band)
Geisterfahrer ist eine Rock- und Dark-Wave-Band aus Hamburg, die 1979 gegründet wurde.

## Geschichte

### Die frühen Jahre
Die Band wurde 1979 von Michael Ruff (Gesang), Matthias Schuster (Gitarre, Synthesizer, Gesang), Hans Keller (Violine, Synthesizer, Bass) und Holger Hiller (Synthesizer) gegründet. Unterstützt von einem Drumcomputer hatte die Gruppe einen ihrer ersten Auftritte auf dem Hamburger „In die Zukunft“-Festival, wo sie die dortigen Hardcore-Punks mit improvisiertem Elektrolärm so sehr provozierten, dass ihnen während des Gigs der Strom abgeschaltet wurde. Holger Hiller stieg kurz danach aus, um Palais Schaumburg ins Leben zu rufen. Als Ersatz kam Jürgen Weiss (Schlagzeug, Bass) zur Band.
Die Geisterfahrer waren schließlich die erste Band, die für Alfred Hilsbergs Plattenlabel ZickZack Records eine Single veröffentlichte. Allerdings fiel die EP Geisterfahrer aufgrund mangelnder Studiotechnik qualitativ minderwertig aus, so dass die Gruppe anschließend als erste deutsche New-Wave-Band einen Vertrag bei einem Majorlabel unterschrieb.
1980 erschien die Debüt-LP Schatten voraus. Mit Texten ihres Sängers Michael Ruff über Scharlach und Pestkreuze, sowie einer musikalischen Mischung aus Cold Wave, Gothic Rock und mittelalterlichen Momenten lenkten die Geisterfahrer ins Dark-Wave-Umfeld und nahmen stilistisch die Neue Deutsche Todeskunst vorweg. 1980 standen sie mit solcher Art von Musik allerdings ziemlich einsam da.
Kurze Zeit später verließ Hans Keller die Formation, um als Musikjournalist in New York zu arbeiten. Zum Trio geschrumpft, fiel die Nachfolge-LP Fest der vielen Sinne deutlich rock-lastiger aus. Die Gruppe orientierte sich nun verstärkt am Dark-Wave-Sound a la Joy Division und Bauhaus. Mit Himmel auf Erden gab es sogar einen kleineren Hit, der den Weg auf diverse NDW-Sampler fand. Zur anschließenden Tournee verstärkte sich die Gruppe um Erdem Güngörecek (Bass).

### Stilwandel
Nach diversen Live-Konzerten entstand schließlich 1983 die nächste LP Topal, die erneut unabhängig von der Industrie im eigenen GF-Studio produziert wurde, jedoch nicht an den Erfolg der Vorgängerplatten heranreichte. Zwar spielte Matthias Schuster zusammen mit Erdem Güngörecek sowie Michael Bühl (Trompete, Trombone, Flöte) noch einige elektronisch-experimentelle Soundtracks für das GF-Video ein, doch diese erschienen erst 1987 auf Vinyl unter dem Titel The Other Side of... in limitierter Auflage.
1986 kehrte die Gruppe schließlich in der Besetzung Michael Ruff, Matthias Schuster, Erdem Güngörecek, Jürgen Weiss, erweitert durch Andy Giorbino (Gitarre) sowie Kirsten Klemm (Cello) wieder zurück. Mit der LP Fisch Gott vermochte die Gruppe an die alten Klassiker wie Fest der vielen Sinne durchaus anzuschließen. Enttäuschend fiel jedoch der Nachfolger Stein & Bein aus. Zwar war der Titelsong erneut gelungen, der Rest der Platte irritierte jedoch die Hörerschaft mit englischsprachigem Mainstream-Rock.
Nachdem auch der mit dem neuen Bassisten Marco Van Basten aufgenommene Nachfolger G-Far-I ähnlich ausfiel und nichts Neues bot, wurde es ab 1990 für lange Zeit still um die Band Geisterfahrer, da die Bandmitglieder diverse Soloprojekte verfolgten. Am 29. September 2005 kehrten sie anlässlich neuer Vinyl-Single sowie einer Werkschau-CD 1979-1989 auf die Bühne zurück und spielten im Hamburger Hafenklang.
Michael Ruff verstarb im September 2023 67-jährig an Krebs.

## Diskografie
- 1979: Geisterfahrer (MC, Demo-Album, Eigenveröffentlichung)
- 1980: Geisterfahrer (EP, ZickZack)
- 1980: Schatten voraus (LP, Konkurrenz / Phonogram, 2005 Re-Release als CD mit Bonustracks auf Plastic Frog Records)
- 1981: Fest der vielen Sinne (LP, Konkurrenz / Phonogram, 2007 Re-Release als CD mit Bonustracks auf Plastic Frog Records)
- 1983: Topal (LP, Konkurrenz)
- 1986: Fisch Gott (LP, What’s So Funny About)
- 1987: The other side of... (LP, Independance)
- 1988: Stein & Bein (LP, What’s So Funny About)
- 1989: G-Far-I (LP, What’s So Funny About)
- 2005: 3. Jahrtausend (EP, NLW)
- 2005: 1979-1989 (Best-of, CD, Onomato-Pop)
- 2006: Himmel und Hölle  (EP, Dom Elchklang)
- 2007: Zurück in die Zukunft – Live 1979 (CD, NLW)